# Какэй
Какэй или Какё (яп. 嘉慶 какэй, какё:) — девиз правления (нэнго) японского императора Го-Комацу из северной династии, использовавшийся с 1387 по 1389 год .
В Южном Дворе в этот период правил император Го-Камэяма с нэнго Гэнтю (1384—1392).

## Продолжительность
Начало и конец эры:
- 23-й день 8-й луны 4-го года Ситоку (по юлианскому календарю — 5 октября 1387);
- 9-й день 2-й луны 3-го года Какэй (по юлианскому календарю — 7 марта 1389).

## Происхождение
Название нэнго было заимствовано из древнекитайского сочинения «Мао-ши чжэн-и» (кит. трад. 毛詩正義, пиньинь Máo shī zhèngyì, буквально: «”Канон [стихов” в версии] Мао»):「将有嘉慶、禎祥先来見也」.

## События
даты по юлианскому календарю
- 1387 год (1-я луна 1-го года Какэй) — Нидзё Ёсимото ушёл с должностей сэссё и дайдзё-дайдзина[6];
- 1387 год (2-я луна 1-го года Какэй) — Коноэ Канэцугу был назначен сэссё[6];
- 1388 год (3-я луна 2-го года Какэй) — Коноэ Канэцугу скончался в возрасте 29 лет; новым сэссё стал в следующем месяце Ёсимото[6];
- 1388 (6-я луна 2-го года Какэй) — Нидзё Ёсимото скончался в возрасте 69 лет; титул кампаку наследовал его сын Нидзё Мороцугу[6];
- 1389 год (3-й год Какэй) — Асикага Ёсимицу усмиряет Кюсю и покоряет новые земли; его противником был канрэй Асикага Удзимицу[7].

## Сравнительная таблица
Ниже представлена таблица соответствия японского традиционного и европейского летосчисления. В скобках к номеру года японской эры указано название соответствующего года из 60-летнего цикла китайской системы гань-чжи. Японские месяцы традиционно названы лунами.
| 1-й год Какэй (Огненный Кролик) | 1-я луна*      | 2-я луна*  | 3-я луна | 4-я луна* | 5-я луна  | 5-я луна (високосная) * | 6-я луна  | 7-я луна*  | 8-я луна    | 9-я луна   | 10-я луна* | 11-я луна  | 12-я луна      |
| 4-й год Гэнтю                   | 1-я луна*      | 2-я луна*  | 3-я луна | 4-я луна* | 5-я луна  | 5-я луна (високосная) * | 6-я луна  | 7-я луна*  | 8-я луна    | 9-я луна   | 10-я луна* | 11-я луна  | 12-я луна      |
| ------------------------------- | -------------- | ---------- | -------- | --------- | --------- | ----------------------- | --------- | ---------- | ----------- | ---------- | ---------- | ---------- | -------------- |
| Юлианский календарь             | 21 января 1387 | 19 февраля | 20 марта | 19 апреля | 18 мая    | 17 июня                 | 16 июля   | 15 августа | 13 сентября | 13 октября | 12 ноября  | 11 декабря | 10 января 1388 |
| 2-й год Какэй (Земляной Дракон) | 1-я луна*      | 2-я луна*  | 3-я луна | 4-я луна* | 5-я луна* | 6-я луна                | 7-я луна* | 8-я луна   | 9-я луна    | 10-я луна  | 11-я луна* | 12-я луна  |                |
| 5-й год Гэнтю                   | 1-я луна*      | 2-я луна*  | 3-я луна | 4-я луна* | 5-я луна* | 6-я луна                | 7-я луна* | 8-я луна   | 9-я луна    | 10-я луна  | 11-я луна* | 12-я луна  |                |
| Юлианский календарь             | 9 февраля 1388 | 9 марта    | 7 апреля | 7 мая     | 5 июня    | 4 июля                  | 3 августа | 1 сентября | 1 октября   | 31 октября | 30 ноября  | 29 декабря |                |
| 3-й год Какэй (Земляная Змея)   | 1-я луна       | 2-я луна*  | 3-я луна | 4-я луна* | 5-я луна* | 6-я луна*               | 7-я луна  | 8-я луна*  | 9-я луна    | 10-я луна  | 11-я луна* | 12-я луна  |                |
| 6-й год Гэнтю                   | 1-я луна       | 2-я луна*  | 3-я луна | 4-я луна* | 5-я луна* | 6-я луна*               | 7-я луна  | 8-я луна*  | 9-я луна    | 10-я луна  | 11-я луна* | 12-я луна  |                |
| Юлианский календарь             | 28 января 1389 | 27 февраля | 28 марта | 27 апреля | 26 мая    | 24 июня                 | 23 июля   | 22 августа | 20 сентября | 20 октября | 19 ноября  | 18 декабря |                |

* звёздочкой отмечены короткие месяцы (луны) продолжительностью 29 дней. Остальные месяцы длятся 30 дней.